# New Warriors
Els New Warriors («Nous Guerrers») són un supergrup de ficció superheroica propietat de Marvel Comics, amb sèrie pròpia en la dècada de 1990. Creats pel dibuixant Ron Frenz i l'editor en cap Tom DeFalco, el grup original estava format per personatges menors de l'Univers Marvel, amb la característica comú que tots eren adolescents: Marvel Boy, Namorita, Nova, Speedball, Starfire i, l'únic creat expressament, Night Thrasher.
Encara que l'últim volum de la sèrie homònima deixà de publicar-se en 2016, el mateix any Marvel anuncià que preparava una sèrie de televisió, però en to de comèdia i amb el personatge d'Squirrel Girl com a protagonista.